# Хоккейная Лига чемпионов (2008-2009)
Хоккейная Лига чемпионов (Champions Hockey League, CHL) — хоккейная лига, единственный розыгрыш которой состоялся в сезоне 2008-09, в вековую годовщину основания Международной хоккейной федерации (IIHF), основательницы лиги. Призовой фонд турнира составил 10 миллионов евро, которые были распределены между командами, победителю достался 1 000 000 евро. Это наибольшая по сумме награда, когда-либо разыгранная в европейских хоккейных турнирах. Хоккейная Лига чемпионов заменила Кубок европейских чемпионов, клубный турнир для европейских команд. Суперкубок, главный трофей Кубка европейских чемпионов, вручается победителю лиги чемпионов.
В первом сезоне (2008-2009) победила команда ЗСК Лионс, обыгравшая в финале трехкратного обладателя Кубка европейских чемпионов магнитогорский Металлург.
Второй сезон Лиги чемпионов был отменен из-за проблем с финансированием.

## Формат соревнований
В первом квалификационном раунде участвуют 18 чемпионов европейских лиг, находящихся на 7-24 местах в рейтинге европейских чемпионатов IIHF. Эти 18 команд делятся на 6 групп по 3 клуба. 6 победителей проходят во второй квалификационный раунд, где встречаются с командами из 6 лучших лиг, не выигравшими свои чемпионаты, в двух матчах. Победители второго квалификационного раунда проходят в групповую стадию вместе с чемпионами 6 лучших по мнению IIHF европейских лиг. Эти 12 команд делятся на 4 группы, соревнования в которых пройдут по круговой системе. Победители групп выходят в полуфинал, состоящий из домашнего и выездного матчей. Две команды, выигравшие полуфиналы, участвуют в финале, также из двух матчей. Победитель финала выигрывает лигу чемпионов и получает 1.000.000 швейцарских франков.
2008 IIHF рейтинг хоккейных чемпионатов:
| Россия         | Континентальная хоккейная лига    | По две команды в сезоне 2008—2009                                             |
| Финляндия      | СМ-Лига                           | По две команды в сезоне 2008—2009                                             |
| Чехия          | Чешская экстралига                | По две команды в сезоне 2008—2009                                             |
| Швеция         | Elitserien                        | По две команды в сезоне 2008—2009                                             |
| Словакия       | Словацкая экстралига              | По одной команде в сезоне 2008—2009 + одна после квалификации                 |
| Швейцария      | Швейцарская национальная лига     | По одной команде в сезоне 2008—2009 + одна после квалификации                 |
| Германия       | Немецкая хоккейная лига           | По одной команде в сезоне 2008—2009 + одна после квалификации                 |
| Беларусь       | Белорусская экстралига            | Команды из этих лиг примут участие в первом квалификационном раунде 2009—2010 |
| Латвия         | Латвийская хоккейная лига         | Команды из этих лиг примут участие в первом квалификационном раунде 2009—2010 |
| Дания          | Датская хоккейная лига            | Команды из этих лиг примут участие в первом квалификационном раунде 2009—2010 |
| Австрия        | Австрийская хоккейная лига        | Команды из этих лиг примут участие в первом квалификационном раунде 2009—2010 |
| Казахстан      | Чемпионат Казахстана по хоккею    | Команды из этих лиг примут участие в первом квалификационном раунде 2009—2010 |
| Норвегия       | GET-ligaen                        | Команды из этих лиг примут участие в первом квалификационном раунде 2009—2010 |
| Франция        | Лига Магнуса                      | Команды из этих лиг примут участие в первом квалификационном раунде 2009—2010 |
| Словения       | Словенская хоккейная лига         | Команды из этих лиг примут участие в первом квалификационном раунде 2009—2010 |
| Италия         | Серия А                           | Команды из этих лиг примут участие в первом квалификационном раунде 2009—2010 |
| Венгрия        | OB I bajnokság                    | Команды из этих лиг примут участие в первом квалификационном раунде 2009—2010 |
| Польша         | Польская хоккейная лига           | Команды из этих лиг примут участие в первом квалификационном раунде 2009—2010 |
| Нидерланды     | Нидерландская хоккейная лига      | Команды из этих лиг примут участие в первом квалификационном раунде 2009—2010 |
| Украина        | Украинская высшая лига            | Команды из этих лиг примут участие в первом квалификационном раунде 2009—2010 |
| Великобритания | Британская элитная хоккейная лига | Команды из этих лиг примут участие в первом квалификационном раунде 2009—2010 |
| Румыния        | Румынская хоккейная лига          | Команды из этих лиг примут участие в первом квалификационном раунде 2009—2010 |

## Сезон 2008/09
Из-за ограниченного времени на подготовку, в первом сезоне, стартовавшем 8 октября 2008, выступило только 12 команд из 7 лучших лиг Европы. Четыре чемпионата (российский, чешский, шведский и финский) представили по две команды каждый. Лиги на 5-7 позициях (словацкая, швейцарская и немецкая) — по одной команде. Двенадцатой командой-участницей стал СК Берн, победивший в квалификационном турнире между клубами из 5-7 лиг.

## Кубок Виктории
Два клуба из хоккейной Лиги чемпионов и один из НХЛ приняли участие в турнире IIHF Кубок Виктории. Принцип приглашения команд для выступления в турнире еще не был озвучен Победитель кубка Виктории получил 1 миллион швейцарских франков.